# Historie textilního průmyslu ve Slavonicích
Historie textilního průmyslu ve Slavonicích započala rozmachem cechu soukeníků, který v 19. století vystřídaly textilní manufaktury (r. 1872 Glaserova tkalcovna, r. 1884 tkalcovna Bauerova a Pabischova). Po roce 1911 zastupovaly textilní průmysl tkalcovny firem Samuel Allina a syn, Tkalcovna stuh Stoffel a spol., S. Tugendhat a Mayer, Wilhelma Pabische nástupce Josef Pabisch, C. k. privilegovaná továrna na sukno a módní zboží Friedrich Pollak. O textilní podniky, které přežily druhou světovou válku měl stát eminentní zájem. V roce 1949 byl vytvořen národní podnik Slavona, který vyráběl pracovní ošacení a později byl včleněn do národního podniku Otavan Třeboň. S textilním podnikem souviselo i zřízení závodního učiliště, pozdější učňovské školy a střední odborné školy oděvní pro obory pánský krejčí a dámská krejčová, které byly zrušeny roku 1998. Na základě vládního rozhodnutí byl v roce 1989 zřízen samostatný státní podnik Otavan Třeboň, který byl v rámci privatizace přeměněn na akciovou společnost Otavan Třeboň a.s. se sídlem ve Slavonicích na Znojemské ulici čp. 251.

## Historie
První písemná zpráva o prodeji slavonického sukna pochází z roku 1366, kdy Oldřich z Hradce při dělení majetku směnil dne 24. srpna 1366 svůj díl Slavonic s markrabětem Janem. V roce 1401 vydal Jan mladší z Hradce pro cech soukeníků ve Slavonicích cechovní artikule, v roce 1650 pak Vilém Slavata. V roce 1652 Ferdinand III. cechu soukeníků jeho výsady potvrdil, což v roce 1685 zopakoval též Leopolda I., který k těmto výsadám přidal i povolení účastnit se trhů v Dolním Rakousku. Statistika vlnařské výroby na Moravě z roku 1728 ve Slavonicích uváděla 5 mistrů a 5 stavů s výrobou 300 postavů sukna. Centrem textilní výroby zůstaly Slavonice i v pozdějším období, kdy zde vzniklo několik textilních manufaktur. Na rozvoji textilního průmyslu města se podílelo významně židovské obyvatelstvo (z okolních obcí Bolíkova, Starého Hobzí a Písečného či Dolního Rakouska a z Vídně).
- Cech barvířů[3]
- Cech kloboučníků (1739 - 1854)[4]
- Cech kožešníků (1731 - 1855)[5]
- Cech krejčích (1650, 1731 - 1835, 1850)[6]
- Cech postříhačů (1642 - 1836)[7]
- Cech punčochářů (1665 - 1860, 1887)[8]
- Cech soukeníků (1401 - 1860, 1872)[9]
- Cech tkalců (1633 - 1859)[10]

## Textilní domácí a tovární výroba (Rakousko-Uhersko)

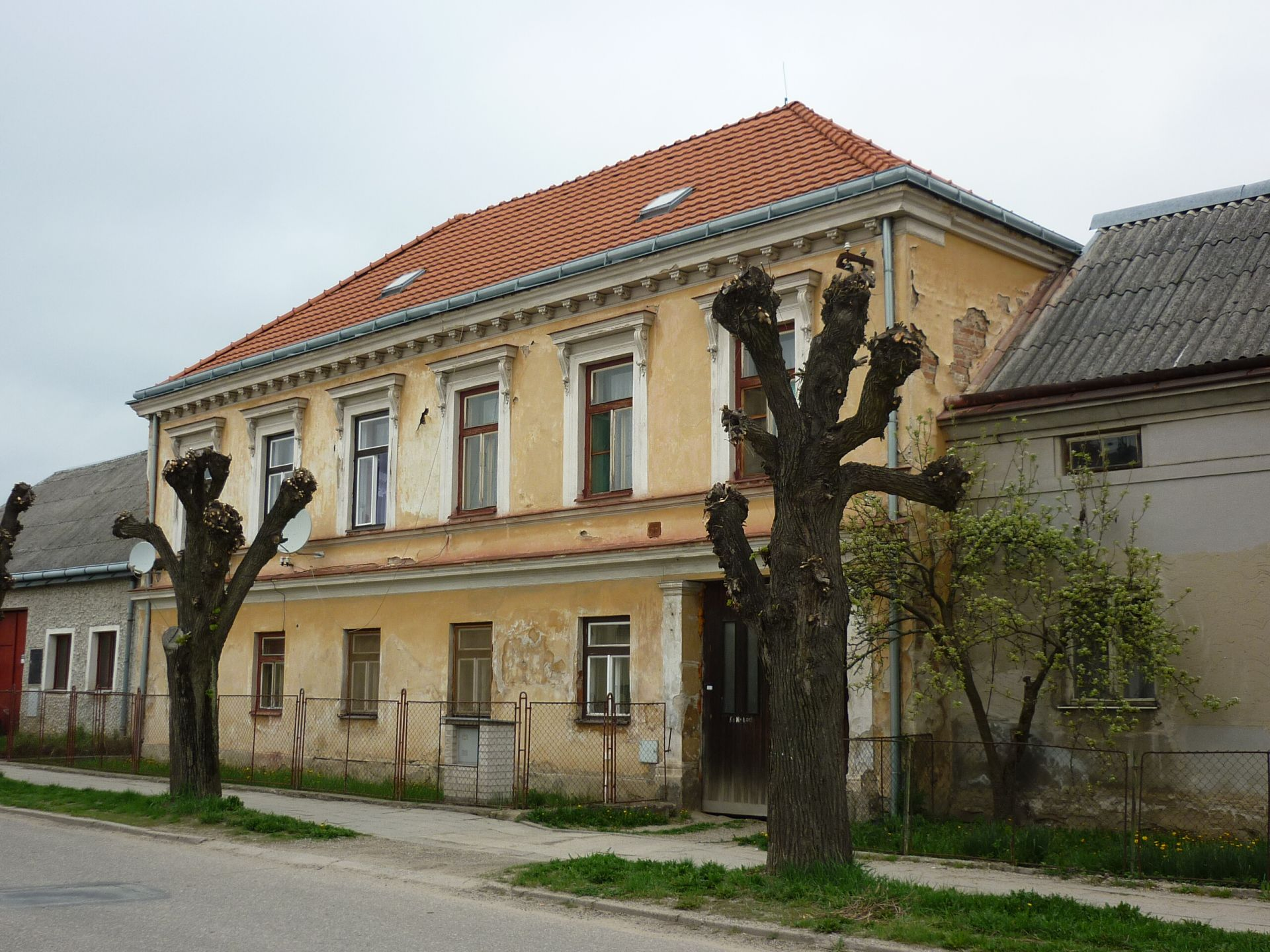
Bývalá tkalcovna a úpravna bavlny Franz Glaser, Špitální ulice č. 37, nyní ulice Jana Žižky

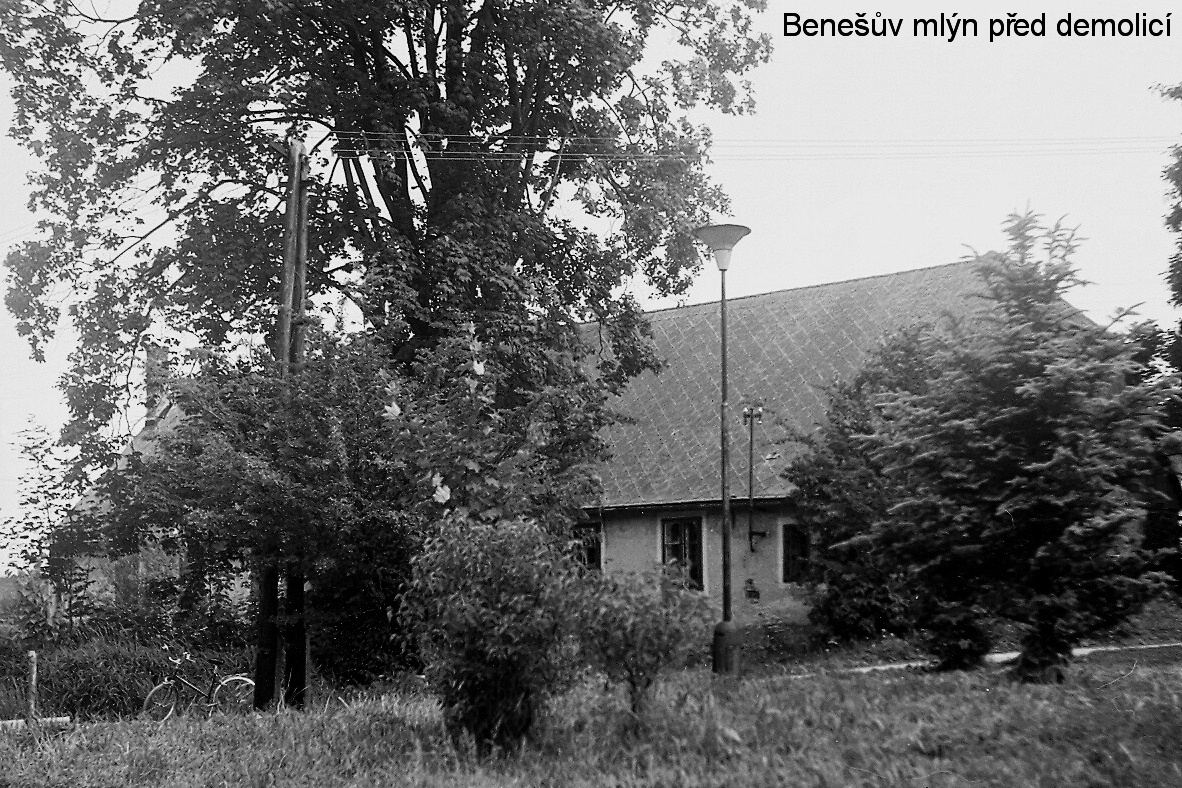
Bývalá přádelna Mifka Damasius čp. 157, stav r. 1973 před demolicí

První průmyslové podniky s textilní výrobou ve Slavonicích založili v roce 1864 Franz Sprinzl (výroba punčoch), v roce 1872 Franz Pabisch a Franz Glaser (tkalcovna, úpravna a barvírna bavlněného zboží), v roce 1873 Johann Schmidt, dále Lazar Stukhart (výroba pleteného zboží), Theobald Gübitz (výroba módních šátků se 100 pletařskými a 18 stávkovými stroji).
Od roku 1891 působila ve městě též malá přádelna vlny firmy Damasius Mifka a tiskárny a barvírny látek malých firem A. Hock (čp. 174) a J. Keck (čp. 33 a 161). V roce 1892 koupili společníci Moritz Mayer a Samuel Tugendhat ve Slavonicích od Johanna Schmidta továrnu na výrobu hedvábných stužek. V roce 1896 zde začal podnikat Samuel Allina (výroba bavlněného zboží), od roku 1898 Simon Weissenstein (pobočný závod vídeňské firmy, vyrábějící mohérové šály a šátky na 100 ručních stavech) a Friedrich Pollack (pobočka vídeňské firmy na výrobu šátků a módního zboží).

### A. Gübitz & Sohn
Textilní podnik založila v roce 1860 paní Antonie Gübitz pod firmou „A. Gübitz“ ve Vídni. V té době vyráběla především háčkované a ručně šité výrobky, šátky pro ženy a kabátky pro děti. Už v 70. letech se ukázaly tovární prostory jako příliš malé a tak zakoupila na Moravě od bývalého majitele tovární budovu ve Slavonicích. Do továrny zakoupila tehdy v Německu zaváděné a v Rakousku dosud neznámé rašlové stroje a kotonové stávky, které významně přispěly k rozšíření obchodu. Do firmy přistoupil nejstarší syn Theobald a převzal továrnu ve Slavonicích a firma upravila svůj název na „A. Gübitz & Sohn“. Brzy nestačily ani tovární prostory ve Slavonicích.
V roce 1890 koupila Antonie Gübitz, spolumajitelka firmy A. Gübitz & Sohn, od liberecké firmy Ant. Trenkler & Söhne na výrobu šátků v likvidaci její tovární objekty v Ruprechticích. Theobald Gübitz převzal továrnu ve Slavonicích, mladší syn Maximilian Gübitz přistoupil do firmy v Ruprechticích, kde se mu pod jeho vedením podařilo výrazně rozšířit provoz. Zavedl konfekční výrobu vlněných a hedvábných šál a šátků, zřídil mechanickou tkalcovnu, stávající barvírnu rozšířil o nové budovy a zavedl smluvní barvení za plat.
V roce 1904 vystoupila Antonie Gubitz z firmy, kterou nadále vedli její synové pod názvem A. Gübitz & synové, továrna na výrobu módních látek a mechanicky pleteného zboží v Ruprechticích (A. Gübitz & Söhne, Modetücher- und Wirkwarenfabrik Ruppersdorf). V roce 1910 opustil firmu také Theobald Gübitz a výroba ve Slavonicích byla ukončena. Firmu převzal Maximilian Gübitz. V té době se jeho výrobky prodávaly po celé monarchii. Zaměstnával na 400 dělníků. V roce 1922 založil pobočku ve Vídni a do firmy přistoupil jeho syn Edwin Gübitz. Ztracená předválečná odbytiště byla nahrazena vývozem do Orientu, Severní a Jižní Ameriky.
| Slavonice - textilní firmy 1889                                               | Slavonice - textilní firmy 1889 |
| ----------------------------------------------------------------------------- | --- |
| Allina S.                                                                     | Tkalcovna bavlny / Baumwollweberei |
| Bauer Max M.                                                                  | Tkalcovna bavlny / Baumwollweberei |
| Glaser Ferdinand                                                              | Textilní apretura |
| Gübitz A. & Sohn (továrny též v Kadolci, Cizkrajově, pobočka ve Vídni-Hernals | Továrna na módní šátky a pletené zboží / Modetücher und Wirkw.-Fabr., 20 tkalcovských stavů, 18 kotonových stávků, 100 pletacích strojů, barvení vlněné a bavlněné příze (parní pohon) |
| Mifka Damasius                                                                | Přádelna ovčí vlny / Schafw.-Sp., 240 vřeten (vodní pohon) |
| Pabisch Johann                                                                | Tkalcovna bavlny / Baumwollweberei |
| Vdova po Wilhelmovi Pabischovi                                                | Tkalcovna bavlny / Baumwollweberei |
| Schmidt Alois & F.                                                            | Továrna na hedvábné stuhy / Seidenbandfabrik |
| Siegmund Johann                                                               | Tkalcovna bavlny / Baumwollweberei |
| Sprinzl Franz                                                                 | Výroba punčochového zboží / Strumpfwaren-Erzeugung |
| Steindl J. E.                                                                 | Výroba punčochového zboží / Strumpfwaren-Erzeugung |

| Slavonice - textilní firmy 1894                                               | Slavonice - textilní firmy 1894 |
| ----------------------------------------------------------------------------- | --- |
| Allina S. & Sohn                                                              | Tkalcovna bavlny / Baumwollweberei |
| Bauer Max M.                                                                  | Tkalcovna bavlny / Baumwollweberei |
| Glaser Helena                                                                 | Textilní apretura, tkalcovna |
| Gübitz A. & Sohn (továrny též v Kadolci, Cizkrajově, pobočka ve Vídni-Hernals | Továrna na módní šátky a pletené zboží / Modetücher und Wirkw.-Fabr., 20 tkalcovských stavů, 18 kotonových stávků, 100 pletacích strojů, barvení vlněné a bavlněné příze (parní pohon) |
| Mifka Damasius                                                                | Přádelna ovčí vlny / Schafw.-Sp., 240 vřeten (vodní pohon) |
| Pabisch Johann                                                                | Tkalcovna bavlny / Baumwollweberei |
| Pabischs Wilhelm Nachfolger, Josef Pabisch                                    | Mechanická tkalcovna bavlny / mechanisch. Baumwollweberei |
| Schmidt Alois & F.                                                            | Továrna na hedvábné stuhy / Seidenbandfabrik |
| Siegmund Johann                                                               | Tkalcovna bavlny / Baumwollweberei |
| Sprinzl Franz                                                                 | Výroba punčochového zboží / Strumpfwaren-Erzeugung |
| Steindl J. E.                                                                 | Výroba punčochového zboží / Strumpfwaren-Erzeugung |

| Textilní firmy Slavonice - 1902 | Textilní firmy Slavonice - 1902 | Textilní firmy Slavonice - 1902 |
| Výrobce                         | Druh výroby | Protokolovaná firma |
| ------------------------------- | --- | --- |
| Allina Samuel                   | Tkalcovna bavlny / Baumwollweberei (domácí výroba), Horní náměstí čp. 83                                                                               | 1896 Samuel Allina, od 1907 S. Allina & Sohn (syn Alois Allina) |
| Appel Carl                      | Výrobce provazů / Seilerw.-Erzeuger (ruční výroba) | |
| Bauer Max. M.                   | Tkalcovna bavlny / Baumwoll.-Weberei (100 tkalc. stavů)                                                                                                | 1905 Max. M. Bauer |
| Fiedler Johann                  | Mechanická pletárna a výroba punčoch / Mech. Strickerei u. Strumpfwirkerei                                                                             | 1865-1879 Franz Fiedler (výrobce punčoch) |
| Flödl Michael                   | Tkalcovna bavlny / Baumwollwaren-Weberei, Slavonice předměstí čp. 83                                                                                   | |
| Glaser Franz                    | Tkalcovna a úpravna bavlny / Baumwollw.-Web. u. Appretur (21 tkalc. stavů)                                                                             | zal. 1872 Franz Glazer, Špitální ulice (nyní Jana Žižky) čp. 37 |
| Gübitz Theobald                 | Továrna na pletené zboží / Strickwarenfabrik, 100 strojů (ruční výroba), sídlo ve Slavonicích, továrny: Illmau, Staré Město pod Landštejnem, Slavonice | 1890 Theobald Gübitz, 1910 zrušena |
| Hock. A                         | Barvení a potisk textilu / Färberei und Stoffdruckerei                                                                                                 | Na potoku čp. 174 |
| Jocham Sigmund                  | Výroba bavlněného zboží / Baumwollwaren-Erzeugung | |
| Mifka Damasius                  | Přádelna ovčí vlny / Schafwoll-Spinnerei (240 Spdl.)                                                                                                   | tzv. Mifkův mlýn na předměstí čp. 157 |
| Pabisch Franz                   | Výroba a úpravna závojů / Schleier-Appretur | |
| Pabisch Josefine                | Povrchová úprava bílého zboží / Weißwaren-Appretur | |
| Pabisch Josef                   | Tkalcovna bavlněného a bílého zboží/ Baumwoll - Weißwarenweberei (25 mechanických a 40 ručních stavů, domácí výroba)                                   | zal. 1810 Wilhelm Pabisch, Špitální ulice čp. 21 |
| Pollak Friedrich                | Tkalcovna módního zboží / Modewaren-Weberei, sídlo fy ve Vídni, ve Slavonicích faktoři                                                                 | |
| Schmidt Alois                   | Továrna na šátky a módní zboží / Tücher- und Modew.-Fabrik (Nr. 249)                                                                                   | |
| Schmidt Josef, tkalcovský mistr | Tkalcovna bílého zboží / Weißwaren-Weberei, Hlavní náměstí čp. 27,                                                                                     | živnost |
| Sprinzl Carl                    | Mechanická pletárna / Maschinen Strickerei (100 pletacích strojů), sídlo ve Vídni (Wien I, Werderthorg. 15)                                            | zal. 1793 Carl Sprinzl, 1864 Franz Sprinzl, 1906 Anton Sprinzl |
| Steyskal Marie                  | Výroba provazů / Seilerw.-Erzeug. (ruční výroba) | |
| Stukhart Leopold                | Pletárna / Strickerei | Hlavní náměstí čp. 42 |
| Tugendhat S. & Mayer            | Mechanická tkalcovna hedvábných a pol. hedvábných stužek / Mech. Weberei seidener und halbseidener Bänder, sídlo ve Vídni (Wien I, Lugeck 3)           | 1888 Vídeň, od 1893 hlavní sídlo ve Slavonicích a pobočka ve Vídni, 1905 ve Vídni zaprotokolovaná firma S. Tugendhat & Mayer, tkalcovna hedvábných stuh ve Slavonicích (ve Vídni pouze apretura hedvábných stuh), 1907 jediným majitelem S. Tugendhat |
| Wastel Jacob                    | Potisk textilu / Überthan-Druckerei | Na předměstí |
| Weißenstein Simon               | Tkalcovna šátků a módního zboží / Tücher- u. Modew.-Weberei (20 Rascheln u. Deckstühle), sídlo ve Vídni (Wien VI, Schmalzhofg. 12)                     | Pobočka ve Slavonicích na předměstí čp. 252 - závodní mistr Julius Jung |
| Znaimer Sigmund                 | Výrobce pleteného zboží / Strickwaren-Erzeuger | Horní náměstí čp. 79 |

| Firmy s působností též mimo Slavonice r. 1904                                                                                   | Firmy s působností též mimo Slavonice r. 1904 |
| --- | --- |
| Gübitz Theobald, zaprotokolovaná firma, zal. 1890, továrny též v Illmau a Starém Městě pod Landštejnem                          | Továrna na pletené zboží / Strickwarenfabrik Nr. 55, 100 strojů (ruční výroba) |
| Pollak Friedrich, hlavní sídlo ve Vídni VI., Schmalzhofgasse 4                                                                  | Tkalcovna módního zboží / Modewaren-Weberei |
| Sprinzl Anton, zaprotokolovaná firma, zal. 1793, sídlo ve Vídni I., Werderthorgasse 15, faktoři ve Starém Městě pod Landštejnem | Mechanická pletárna a továrna na pletené zboží / Maschinen-Strickerei u. Wirkwaren-Fabrik, 130 pletacích strojů, výroba provazů (ruční výroba)                                                       |
| Tugendhat S. & Mayer, zaprotokolovaná firma, zal. 1888 (majitelé Samuel Tugendhat a Moritz Mayer), sídlo ve Vídni I., Lugeck 3  | Mechanická tkalcovna hedvábných a polohedvábných stuh, potisk přehozů do rakve, tkaní stříbrných látek / Mech. Weberei seidener und halbseidener Bänder, Überthan-Druckerei und Silberstoffe-Weberei |
| Weißenstein Simon, sídlo ve Vídni VI., Schmalzhofg. 12                                                                          | Tkalcovna šátků a módního zboží / Tücher- und Modewaren-Weberei, 20 tkalcovských stavů, v roce 1911 byl dům Simona Weissensteina ve Vídni (Wien VI, Schmalzhofg. 12) dán do dražby                   |

V roce 1905 založil Max M. Bauer tkalcovnu bavlněného zboží (Baumwollwarenweberei), Wilhelm Pabisch mechanickou přádelnu a v roce 1906 převzal Anton Sprinzl (dříve Franz Sprinzl) závod na výrobu tkaného zboží (Wirkwarer-Erzeugung), v roce 1914 obdržela ve firmě prokuru jeho žena Anna Sprinzl. Vedle toho ve městě působila pletárna Leopolda Stuckarta a Sigmunda Znaimera, tkalci Michael Flödl, Vincent Gegenbauer, Franz Glaser (předměstí č. 37) a Josef Schmidt, punčocháři Karl Eberle a Johann Fiedler, přadlena Aloisie Seiler a výrobce stuh Jakob Wastl (předměstí č. 35).

### Max. M. Bauer

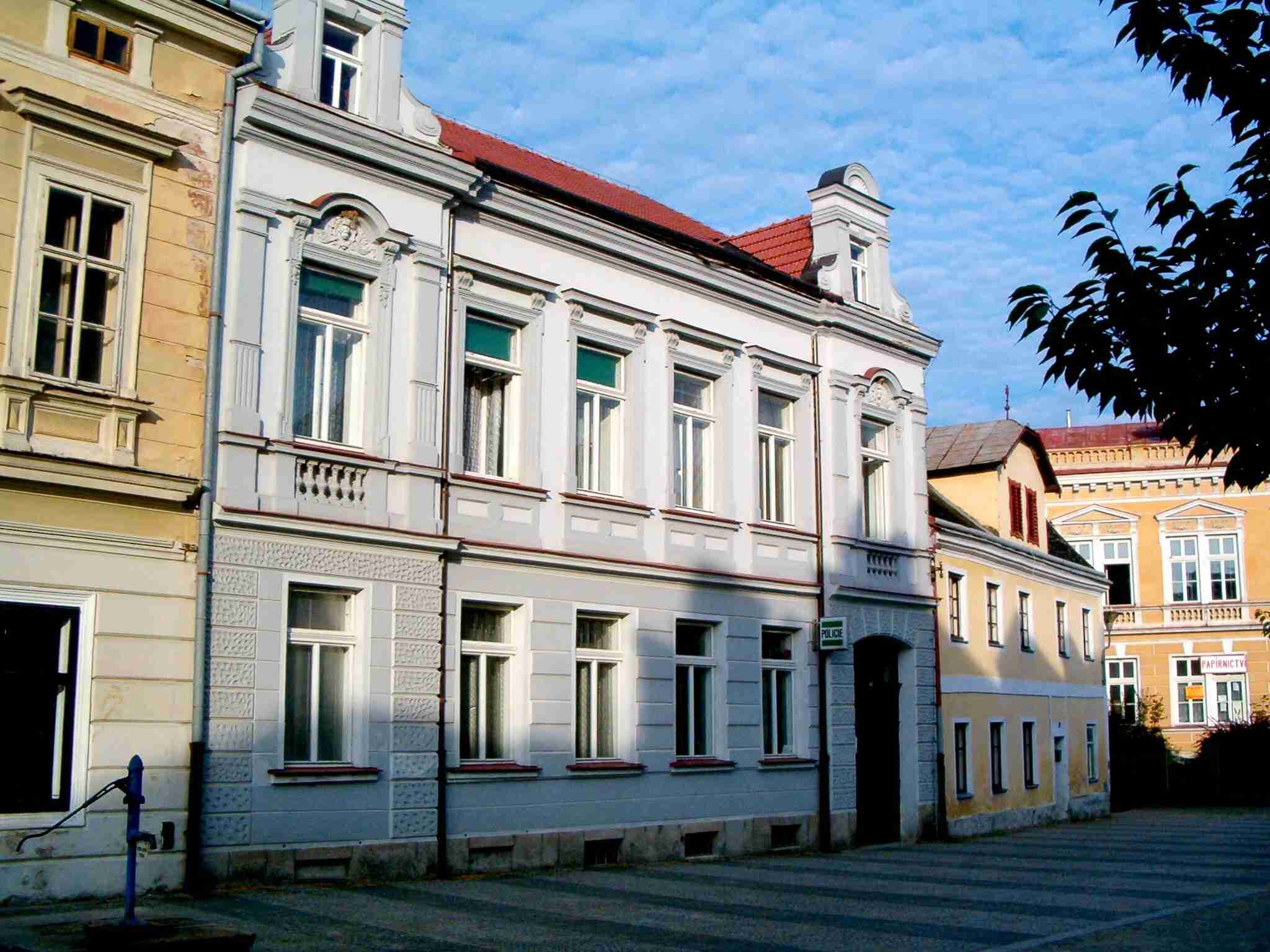
Bývalý dům Maxe Bauera (modrý), Dolní náměstí čp 24, nyní náměstí Míru čp. 458 (Policie ČR)

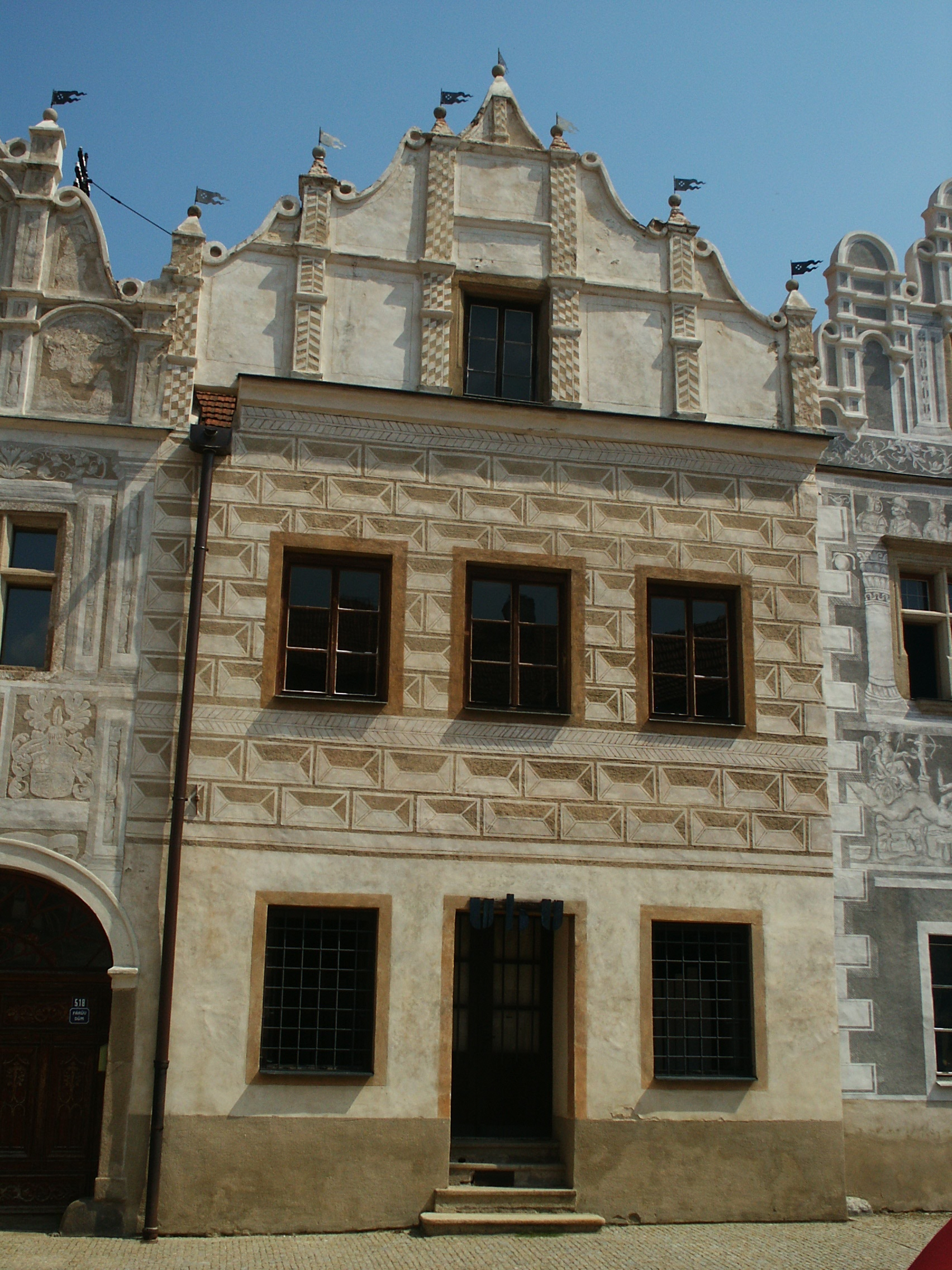
Bývalý dům Ignáce Bauera (obchod se střižním zbožím), Horní náměstí čp. 86/518

Firma Max. M. Bauer započala s výrobou tkalcované bavlny v 90. letech 19. století. Dne 9. června 1905 si nechal Max Bauer (* 6. prosince 1853 Peč; † 23. října 1912 Slavonice) zaprotokolovat firmu u obchodního soudu v Jihlavě. Továrna se zabývala tkalcováním bavlněného zboží (Baumwollweberei).
Max Bauer vlastnil dům na Dolním náměstí čp. 24 (nyní náměstí Míru čp. 458), kde bydlel s manželkou Hedvikou, rozenou Lewith (* 1. ledna 1867 Náchod, † 17. srpna 1944 Terezín), dvěma syny Ottou (* 4. září 1887 Slavonice) a Ervínem (* 13. březen 1889 Slavonice, † po transportu do Auschwitzu z 15. května 1944) a dcerou Elsou Bauer (* 20. října 1894 Slavonice, † po transportu Terezín→Auschwitz z 23. ledna 1943).
Další byt v domě obýval Maxův bratr Rudolf Bauer (* 1. ledna 1871 Peč). K ruce měli Bauerovi děvečku Marii Koukalovou (* 7. října 1891 Kostelní Vydří). Syn Otto zastával v rodinné firmě pozici účetního a Ervín obchodního cestujícího. Sestra Elsa navštěvovala po ukončení základního vzdělání pokračovací školu.
Lněné a bavlněné zboží všeho druhu dodá za nejlevnější ceny - Tkalcovna Rudolfa Bauera, Slavonice 8, Morava.

1 kus, 74 cm široký, 23 m dlouhý, plátno K 12,-
1 ks k, 85 cm široký, 23 m dlouhý, damašek květovaný K 13,-
Vzorky zašlu zdarma.
38 m dlouhé vytříděné zbytky plátna (Oxfordu), barchetu, mušelínu (Zephiru), modrotisku K 15,-

Objednávky zasílám na dobírku.
Das interessante Blatt, 1. listopad 1906
Ignaz Bauer (* 26. prosince 1857 Peč), druhý bratr Maxe Bauera, převzal v roce 1883 na Horním náměstí čp. 86 obchod se smíšeným zbožím, tehdy ještě v pronajatých prostorách. Později dům koupil a provozoval zde obchod se střižním zbožím (Ignaz Bauer, Schnittwarenhandel). S manželkou Hedvikou (* 10. května 1868 Třebíč) měli dcery Irmu (* 9. června 1891 Slavonice) a Irenu (* 26. května 1896 Slavonice) a syna Edmunda (* 22. června 1898 Slavonice). V letech 1935-1938 vlastnil obchod společně se S. Křiváčkem (Ignaz Bauer u. Siegfried Kriwatschek). V roce 1946 se dům nalézal pod národní správou (Horní náměstí čp. 86, elektrotechnika Antonín Taufer).

### Wilhelm Pabisch’s Nachfolger Josef Pabisch
Wilhelm Pabisch, nástupce Josef Pabisch, mechanická tkalcovna, jejímž majitelem byl Josef Pabisch, zapsaná dne 21. srpna 1905 v obchodním rejstříku u c. k. krajského obchodního soudu v Jihlavě, se nacházela v bývalém mlýně (Hofmühle) na čp. 21. Po vymření mlynářského rodu Hofmüllerů se mlýn nacházel mimo provoz a Wilhelm Pabisch do jeho objektu umístil v roce 1810 svou ruční a mechanickou tkalcovnu bavlněného a bílého zboží (Baumwoll-Weißwaren-Weberei) s pobočkou v obci Dětříš. Po smrti manžela provozovala tkalcovnu jeho ovdovělá žena Marie (Pabisch's Wilhelm Witwe) a od roku 1905 její syn Josef Pabisch. V předválečných letech se tkalcovna dostala do finančních obtíží, ale Josefovi Pabischovi se nakonec podařilo uhradit alespoň část dlužných částek a tkalcovnu udržet v provozu.
Insolvence: Tkalcovna firmy Viléma Pabische, nástupce Josef Pabisch, ve Slavonicích na Moravě zastavila platy. Dluhy za zboží obnáší asi 76.000 K, hypotékární závazky 10.000 K. Bylo nabídnuto 25proc. vyrovnání.
Moravská orlice, 20.2.1913

### S. Allina & Sohn, Nachfolger

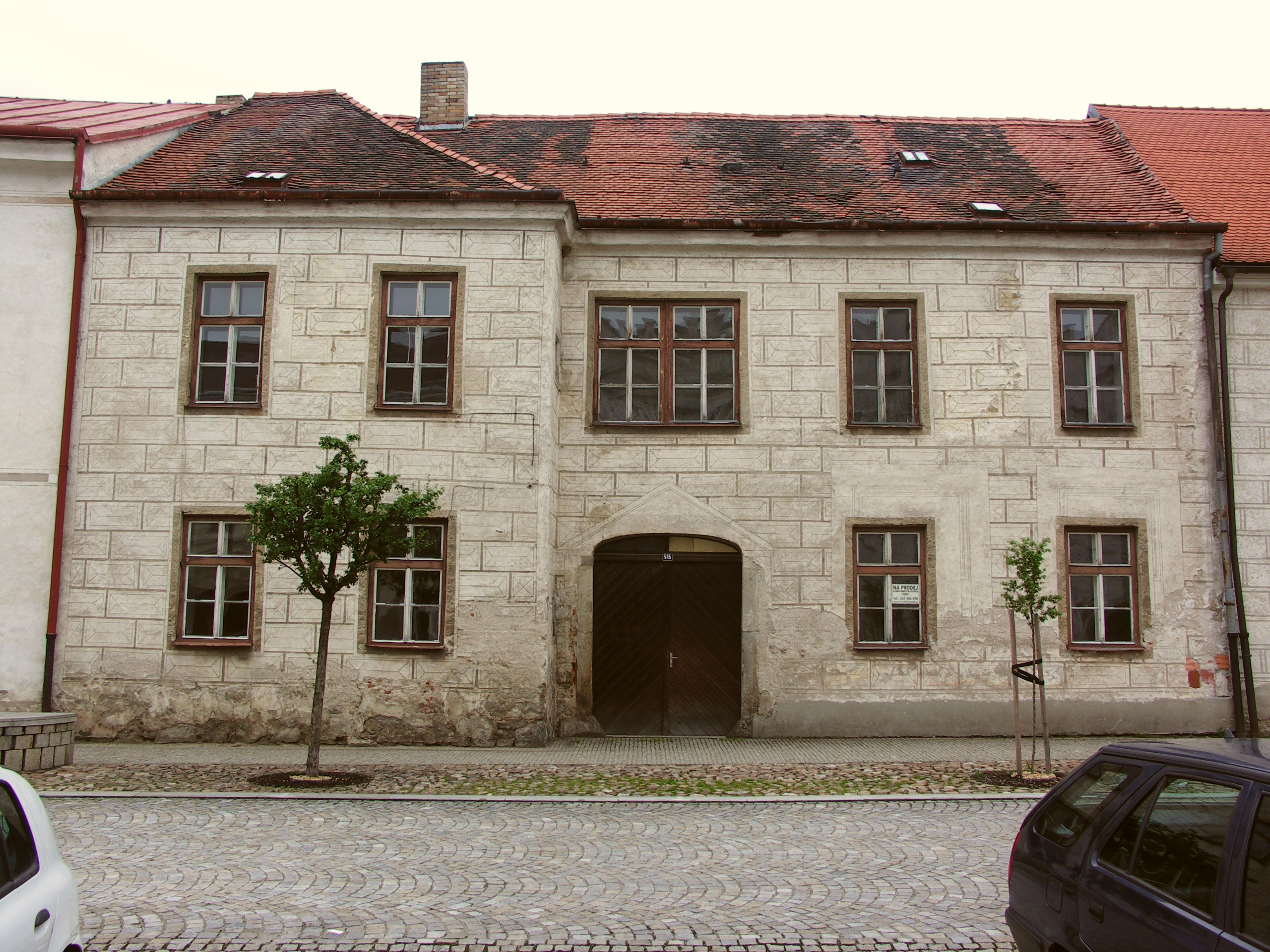
Bývalá tkalcovna S. Allina & Sohn, Horní náměstí 83/515, r. 1947 prodejna OP Prostějov

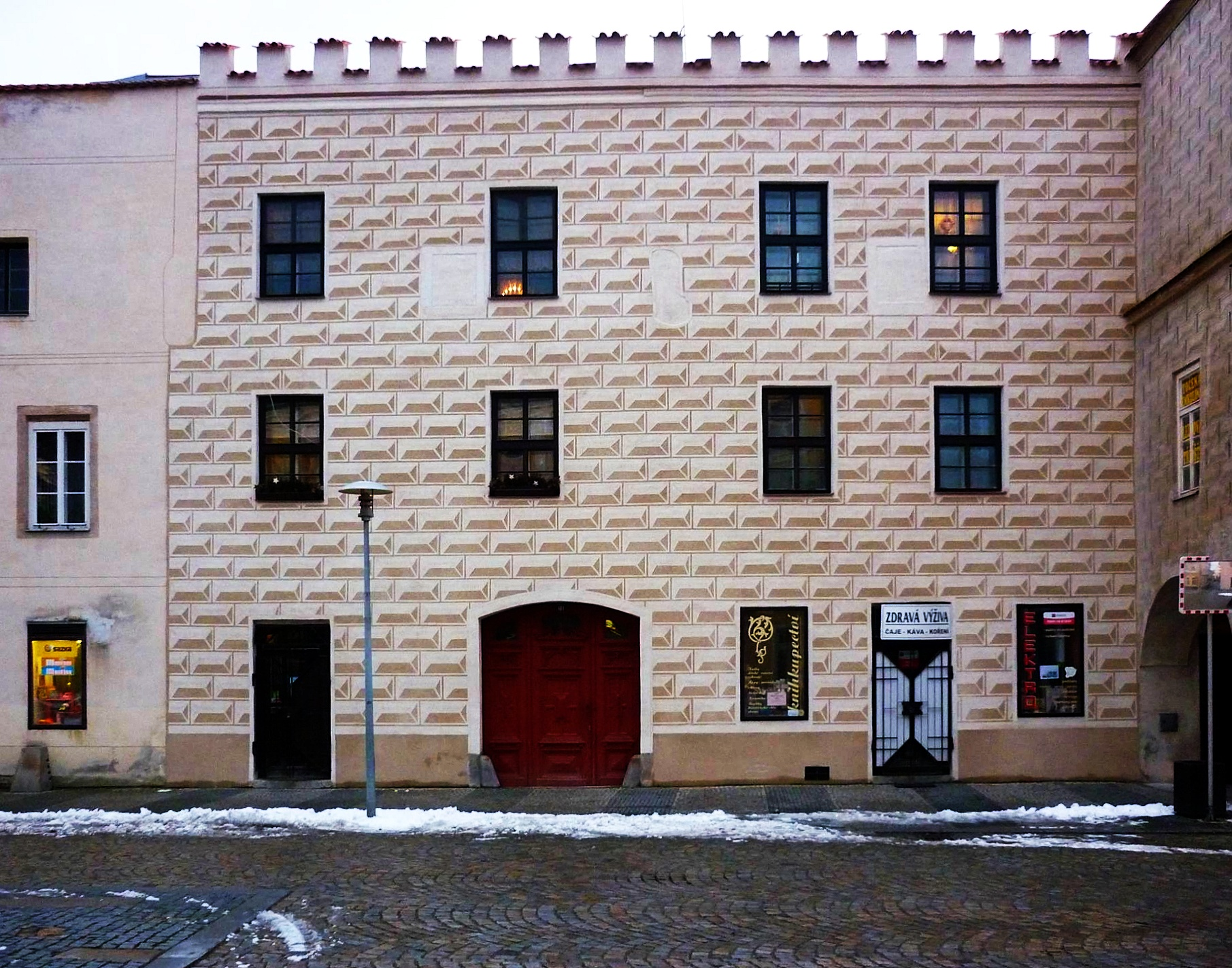
Bývalá firma „Josef Schmidt“, Dolní náměstí 27, nyní náměstí Míru čp. 461, r. 1946 národní správa Josef Šindelář (klempířství)

Úprava názvu firmy založené roku 1896 (Samuel Allina) na S. Allina & syn, následník proběhla po přistoupení syna Aloise Alliny u c. a k. krajského obchodního soudu v Jihlavě dne 24. října 1907. K zastupování firmy byli nyní samostatně oprávněni otec Samuel Allina a syn Alois Allina (* 14. říjen 1874, Slavonice). Otec Samuel Allina zemřel náhle 26. listopadu 1908. Tkalcovna bavlny se nadále nacházela v domě na Horním náměstí čp. 83, kde po smrti rodičů žil Alois Allina s rodinou. V roce 1941 byl celý majetek arizován a jako správce třetí ruky byl jmenován slavonický pekař Josef Stumfohl na čp. 38. Dne 31. prosince 1947 otevřely Oděvní podniky Prostějov (později n. p. Slavona) v domě čp. 83 podnikovou prodejnu pánských a dámských oděvů, ta se ale již v září 1948 přestěhovala do domu čp. 98. Po probíhajících přestavbách umístila Domovní správa města Slavonic v roce 1956 do domu čp. 83 jeden byt.

### S. Tugendhat & Mayer
V roce 1892 koupila firma S. Tugendhat & Mayer na východním předměstí Slavonic při silnici do Písečné bývalou továrnu na hedvábné stužky Johanna Schmidta (Seidenbandfabrik 1873), kam také v roce 1893 přeložila své hlavní sídlo tovární výroby (Betrieb der Seidenbandweberei), ve Vídni se nadále nacházel její pobočný závod. V roce 1898 zaměstnávala ve Slavonicích 106 dělníků. Později nechal S. Tugendhat přistavět novou tovární budovu, která obdržela čp. 251. Po vystoupení společníka Moritze Mayera proběhla v roce 1907 u c. a k. krajského obchodního soudu v Jihlavě změna zápisu. Jediným majitelem a držitelem všech akcií se stal Samuel Tugendhat. Naproti tovární budově čp. 249 vlastnila firma též obytný dům čp. 262. V tovární budově čp. 249 bydlel od roku 1919 ředitel továrny Heinrich Wojatschke (* 12. prosinec 1879, Bílovec / Wagstadt) a vrátný Jakob Zieser (původem z Dolního Bolíkova) s rodinou. V roce 1921 obývali dům pro tovární zaměstnance čp. 262 úředník Albert Schwalb ze Slovenska, strojník Josef Gerth s manželkou z Králík, textilní technik Johann Kurz z Vídně a tovární dělník Laurenz Stingel z Plané. Druhý obytný dům pro zaměstnance čp. 261 naproti továrně procházel v roce 1921 renovací.

### Bandweberei Stoffel & Comp. Nachfolger
Firma Bandweberei Stoffel & Comp., nástupce, společnost s ručením omezeným, tkalcovna na hedvábné stužky byla u c. a k. krajského obchodního soudu v Jihlavě zapsaná dne 15. ledna 1908. Jednatelem společnosti a zároveň oprávněným zástupcem byl ustanoven Samuel Tugendhat, továrník ve Vídni. Základní kapitál obnášel 30 000 K, vložený kapitál zaplacenou částku 10 000 K a převzaté pentlové stavy s příslušenstvím od společníka Alfreda Stoffela v hodnotě 20.000 K.
Dne 26. července 1910 byla na základě smlouvy z 4. července 1910 u firmy Bandweberei Stoffel & Comp., Gesellschaft m. b. H provedena změna zápisu v obchodním rejstříku. Kmenové jmění bylo z 30.000 K navýšeno na 200 000 K. Společník Alfred Stoffel ze společnosti vystoupil a jeho podíl 20 000 korun převzal společník Samuel Tugendhat, který s přínosem tkalcovských strojů současně převzal ze zvýšeného kmenového jmění částku 70 000 K, tím se jeho původní podíl 10 000 K navýšil na 100 000 K. Do obchodní společnosti přistoupili: Eduard Bondy (kupec ve Vídni) a Richard Stein (kupec ve Vídni), oba zaplatili jako společníci navýšenou částku kmenového jmění 50 000 K. Jednatelem společnosti byl vedle dosavadního Samuela Tugendhata ustaven Richard Stein. Firma fungovala až do válečných let 1915 a 1916.

### K. k. priv. Tücher u. Modewarenfabrik Friedrich Pollak
C. k. privilegovaná továrna na sukno a módní zboží Friedrich Pollak (se sídlem ve Vídni na Schmalzhofgasse 4) se nacházela v držení rodinných společníků: otec Friedrich Pollak (* 25. červen 1831 Dolní Bolíkov (Wölking), † 8. březen 1914 Vídeň), syn Ernst Pollak (* 4. únor 1865 Vídeň, † 19. září 1942 koncentrační tábor Terezín), syn Julius Pollak (* 20 červenec 1868 Vídeň, † 1943 Toronto, Kanada) a Ignaz Wolf (* 1856, † 1913), jež si vzal dceru Idu, rozenou Pollak. Všichni se samostatnou prokurou. Firemní továrny se nacházely ve Fulneku, Vítkově (Wigstadtl) a Hylvátech (Hilbetten), faktoři sídlili v Budišově nad Budišovkou (Bautsch), Náměšti (Namiest), Slavonicích (Zlabings) a Ždírci nad Doubravou (Zdiretz). V lednu roku 1918 zřídila firma K. k. privilegierte Tücher- und Modewaren-Fabrik Friedrich Pollak ve Vídni a firma S. SteinExport-Gesellschaft m.b.H. ve Vídni akciovou společnost pod firemním názvem Oesterreichische Web- und Wirkwaren-Industrie A. G. se sídlem ve Vídni.

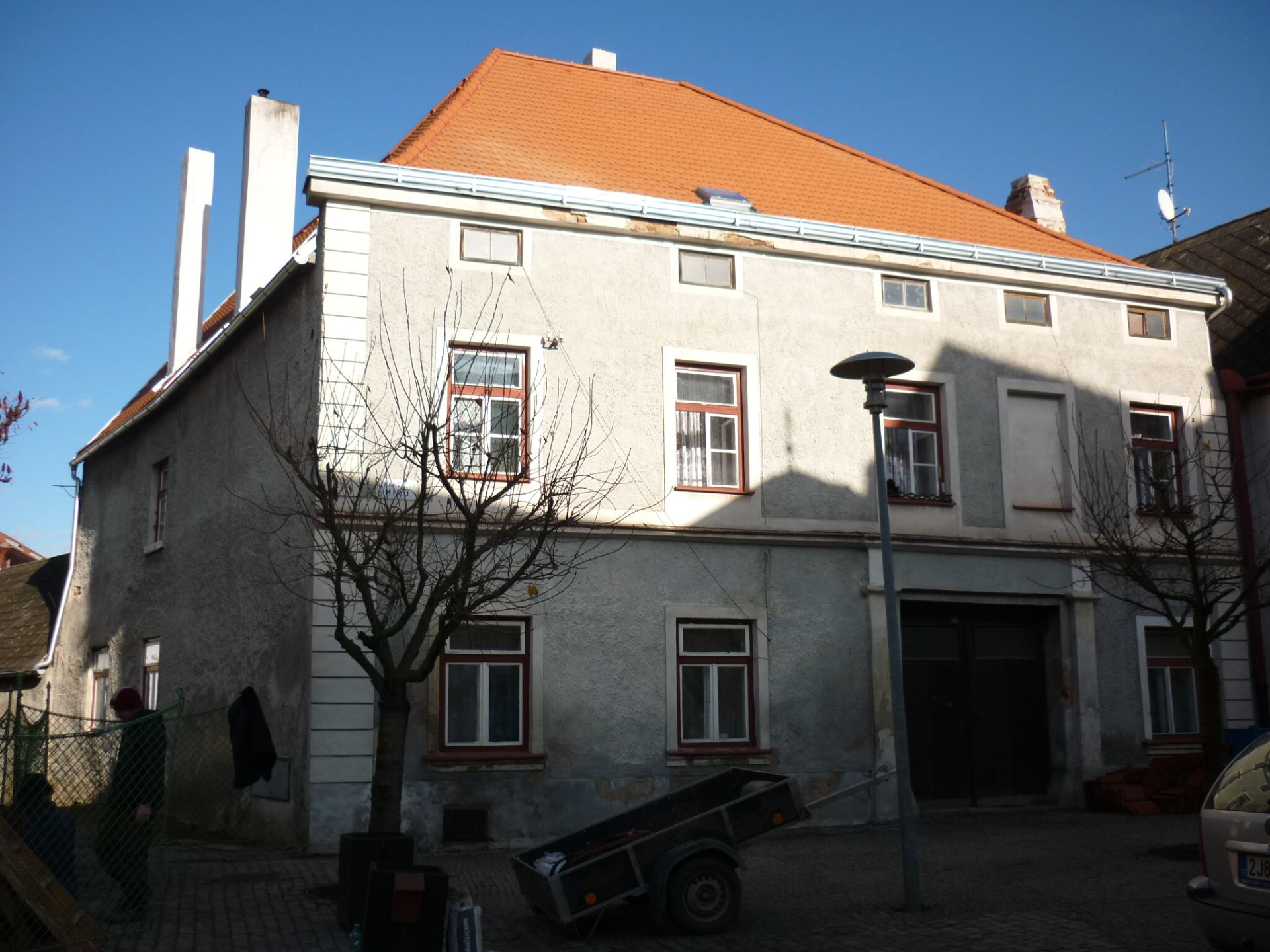
Bývalá mechanická pletárna Johann Fiedler (Dolní náměstí 20, nyní náměstí Míru 455)

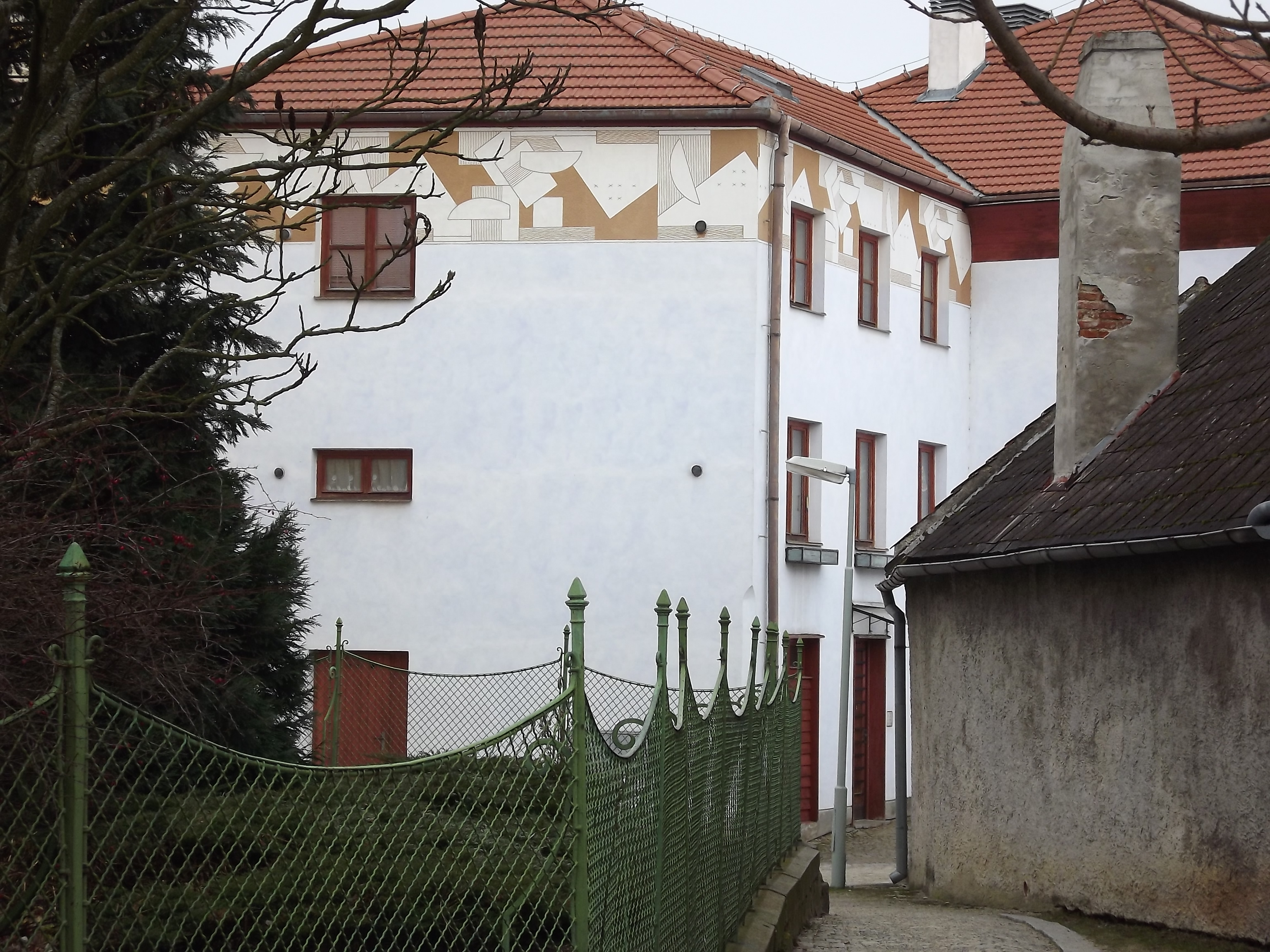
Bývalá mechanická pletárna Eduard Benedikt (Dlouhá ulice 12, nyní Jana Švermy 448)

Před vypuknutím první světové války se ve Slavonicích nacházely textilní firmy: S. Allina & Sohn (majitel Alois Allina, tkalcovna bavlny a barevných látek, domácí výroba); Karl Appel (domácí výroba provazů); Stoffel & Co. Nachfolger (společníci Samuel Tugendhat, Richard Stein, výroba stuh); Bauer Max M. (tkalcovna bavlny, 50 ručních stavů); Eduard Benedikt (mechanická pletárna a výroba rukavic); Johann Fiedler (mechanická pletárna a výroba punčochového zboží);  Mich. Flödl (tkalcovna bavlny); Helena Glaser (zal. r. 1872, majitelka  Helena Glaser, tkalcovna bavlny a apretura); Friedrich Hock (barvírna a potisk látek);  K. k. priv. Tücher- u. Modewarenfabrik Friedrich Pollak (tkalcovna módního zboží); Lauterbach & Weiß (zal. r. 1912 se sídlem ve Vídni, výroba módního zboží); Damasius Mifka (přádelna ovčí vlny, 240 cívek);
Pabisch Wilhelm Nachfolger Josef Pabisch (zal. 1810, majitel Josef Pabisch, čp. 21 a 210, domácí mechanická tkalcovna bavlny, bílého textilu a obvazového materiálu, apretura, 55 mechanických a 50 ručních stavů); Ernst Pollak (tkaní hedvábných etiket); Josef Schmidt (zal. r. 1892, majitel Josef Schmidt, Hlavní náměstí 27, faktor, módní šátky, šály, výroba žinylky, apretura); Anton Sprinzl (zal. r. 1793, majitel Anton Sprinzl, mechanická pletárna, 270 pletacích strojů, ruční a mechanická výroba); Leopold Stukhart (Hlavní náměstí 42, pletárna ); S. Tugendhat & Mayer (zal. r. 1888, majitel Samuel Tugendhat, mechanická výroba hedvábných a polohedvábných stužek); Jakob Wastel (potisk přehozů do rakví, výroba stříbrných látek); A. Weigricht (výrobce módních šátků a pleteného zboží); Sigmund Znaimer (výrobce pleteného zboží).

## Textilní průmysl v letech 1918-1945
Po zřízení Československé republiky došlo skrze novou státní hranici v pohraničních Slavonicích ke zhoršení průmyslu. Zejména ztráta spojení s Vídní způsobila hned v počátku stagnaci textilní výroby. Na podzim roku 1922 Okresní nemocenská pokladna podávala okresní politické správě hlášení s počtem propuštěných dělníků (Bratři Vohryzkové ve filiálce Slavonice - 7 dělníků, W. Mayer - 36 dělníků, Baumann & Bauer - 3 dělníci, Josef Pabisch - 3 dělníci, Max M. Bauer - 12 dělníků, Anton Sprinzl - 12 dělníků a podnik Silvet - 62 dělníků). Akciová společnost Silvet (dříve S. Tugendhat & Mayer) se v roce 1923 mohla vzpamatovat díky několika novým zakázkám, zrovna tak firma Anton Sprinzl, Baumann & Bauer a Josef Pabisch.
Továrnický průmysl počal slibně...továrna na hedvábné stužky (dnes S. Tugendhat ve Vídni) ...továrna na zboží pletené (Anton Spinzl) se 120 dělníky; na zboží módní a šátky (Wilh. Mayer) s 40 dělníky; mechanická tkalcovna (Wilh. Pabische nástupce) s 40 dělníky, (M. Bauera ) s 15 dělníky a (S. Allina syn) s 15 dělníky; tkalcovna a appretura (Helena Glaser) s 20 dělníky; výroba zboží vlněného (F. Pollak) s 30 dělníky, (Pollak & Kornig) s 30 dělníky; výroba zboží pleteného (L. Stukhart ) s 20 dělníky...
Vlastivěda moravská, Slavonický okres, 1926 
Po nástupu hospodářské krize místní textilní firmy kvůli zmenšené poptávce snižovaly dále počty zaměstnanců a některé nakonec svoji činnost definitivně ukončily. Koncem roku 1930 zavřela továrna na ubrusy, šátky a módní zboží Wilhelma Mayera (úmrtí majitele), výrobna pleteného zboží Johanna Fiedlera a tkalcovna bavlny J. Schmidta. V omezeném chodu se nacházely též Spojené továrny na výrobu hedvábného zboží a sametu „Silvet”, mechanická tkalcovna Josefa Pabische a pletárna Antona Sprinzla.
| Textilní firmy Slavonice - 1929                               | Textilní firmy Slavonice - 1929 |
| ------------------------------------------------------------- | --- |
| Appel Karel                                                   | Provaznictví / Seilerwaren-Erz. (ruční výroba) |
| Pabisch Josef                                                 | Mechanická tkalcovna bavlněného a bílého zboží a obvazového materiálu / Mech. Baumw.-Weißw.- und Verbandstoffe-Weberei, 55 mechanických a 50 ručních stavů (domácí průmysl) - parní pohon a vodní pohon, apretura, čp. 21 a 210 (majitel Josef Pabisch) |
| Schmidt Josef, tkalcovský mistr                               | Tkalcovna šátků a šál, výroba žinylky / Modetücher- und Echarpes Web., Chenille-Erzeugung, 5 ručních stavů, jen práce ve mzdě, Dolní náměstí čp. 27 (majitel Josef Schmidt)                                                                             |
| „Silvet”, Spojené továrny na výrobu hedvábného zboží a sametu | Tkalcovství hedvábného zboží, hedvábných stužek, plyše a sametu, 350 mechanických stavů, práce ve mzdě, zal. 1922, hlavní sídlo v Praze, Krakovská ul. 7, továrny: (Hof) a (Wagstadt), pobočka: „Silvet” G. m. b. H. ve Vídni, Zieglergasse 19          |
| Sprinzl Anton                                                 | Mechanická pletárna bavlny a umělého hedvábí / Maschinen-Strickerei für Baumwolle und Kunstseide, čp. 54/55, zal. 1793 (majitel Anton Sprinzl); 130 motorizovaných pletacích strojů - parní pohon 35 koní, korespondence česky a německy, telefon       |
| Wastel Jakob                                                  | Potisk textilu a tklacovna stříbrných látek / Übertan-Druckerei u. Silberstoffe-Weberei, předměstí čp. 34 |

Postavení jednotlivých podniků se nezlepšilo ani po přiřazení soudního okresu Slavonice k říšské župě Dolního Podunají. Dne 12. srpna 1940 žádal starosta města Franz Harzhauser, aby mohla být Albertu Blöselovi udělena minimálně několikatýdenní dovolená, jelikož hrozí, že jeho obchod s módním zbožím bude muset být uzavřen, což by pro hospodářský život ve městě, které po přiřazení k Ostmarce utrpělo velké škody, znamenalo citelnou ztrátu. V dopise uváděl, že podnik Silvet byl zcela uzavřen a zbylé fungovaly jen částečně (Kurzarbeit).

### Wilhelm Mayer
Firmu Wilhelm Mayer (Wilhelm Mayer, Tücher und Modewaren-Weberei), na výrobu módních látek a pleteného zboží založil Wilhelm Mayer (* 9. červen 1859 Szombathely, † 11. říjen 1927 Slavonice) v roce 1893. Tkalcovna sídlila ve Vídni na Bürgerspitalgasse čp. 21. Zároveň byla u obchodního soudu ve Vídni zanesena do zápisu též manželská smlouva mezi majitelem firmy W. Mayerem a jeho ženou Irmou (rozenou Langfelder) z 26. října 1890. Později Wilhelm Mayer zřídil pobočný závod v Přibyslavi. Manželka Wilhelma Mayera zemřela již v roce 1911, v roce 1915 ji následoval jediný syn Paul Mayer, který skonal ve 24 letech na východní frontě.
Po rozpadu Rakouska-Uherska koupil Wilhelm Mayer v Slavonicích bývalou továrnu Simona Weissensteina na Spitalgasse čp. 252, kam se přestěhoval se svou ovdovělou sestrou Reginou Kollmann (* 18. únor 1857, Szombathely) a její dcerou Olgou (* 11. duben 1889, Vídeň). Dcera Trude Mayer se provdala do Vídně za Avrahama Blocha. V roce 1924 zaměstnával Wilhelm Mayer ve své továrně na ubrusy, šátky a módní zboží kolem 40 zaměstnanců. V roce 1927 Wilhelm Mayer zemřel a koncem roku 1930 továrna svůj provoz ukončila. Dne 1. listopadu 1941 provedl Amtsgericht ve Znojmě výmaz firmy Wilhelm Mayer z obchodního rejstříku (arizace). Gertrudin manžel zemřel v roce 1936. Gertruda (Trude) Bloch (rozená Mayer) stihla včas odcestovat a zachránit se před holokaustem. Zemřela v roce 1983 v Austrálii.

### Baumann & Bauer
Firma Baumann & Bauer, mechanická tkalcovna hedvábí (Mech. Seidenweberei, Zlabings, Nr. 290) byla založena 1. května 1920 společníky Augustem Baumannem a Ing. Otto Bauerem ze Slavonic. Ing. Otto Bauer (* 4. září 1887 Slavonice, † po transportu Terezín→Zamošč z 28. dubna 1942), syn Maxe Bauera († 23. října 1912 Slavonice) a Hedviky Bauerové, se 19. února 1924 oženil s Emmy Glaser (*  10. května 1894 Rokytnice nad Jizerou, † 1. července 1943 po transportu Terezín→Auschwitz) z Rokytnice nad Jizerou. Svatba se konala v Praze v Hotelu Bristol. S druhou manželkou Magdou (* 10. června 1905 Vídeň, † po transportu Terezín→Zamošč z 28. dubna 1942), rozenou Deutsch, měl dceru Ritu Evu Bauer (* 26. října 1927 ve Vídni). Elsa Bauer, sestra Otty Bauera, se v lednu 1926 provdala do Vídně za právníka Dr. Antona Steina. Bratr Ervín Bauer se oženil s Elisabeth Beck (* 2. října 1897 Červená Řečice).
Od roku 1929 byl jediným majitelem firmy Ing. Otto Bauer. August Baumann z firmy vystoupil a provozoval na Dolním náměstí v domě čp. 33 obchod se střižním zbožím (Schnittwarengeschäft). V roce 1931 se dostala jeho firma do konkursu. V roce 1939 převzala arizovanou firmu Ing. Otto Bauera firma Josef Schorisch (výroba hedvábných stuh) z Velkého Šenova. Dne 16. října 1941 byla firma Baumann & Bauer z důvodu ukončení činnosti u Amtsgerichtu ve Znojmě z obchodního rejstříku vymazána. Po příchodu Rudé armády (RA) se velitelství pro město Slavonice pod velením majora Nikolaje Georgijeviče Lebeděva (Николай Георгиевич Лебедев) usídlilo na Dolním náměstí v domě rodiny Bauerových čp. 24 (nyní Náměstí Míru čp. 458). V roce 1945 nechal MNV demolovat dům na Jezerní ulici čp. 81, který se před válkou nacházel v majetku Ing. Otto Bauera. Dům Augusta Baumanna (obchod se střižním a konfekčním zbožím) se nalézal pod národní správou (Dolní náměstí čp. 33 Galanterie, n. spr. František Sedlák).

### Silvet, Spojené továrny na výrobu hedvábného zboží a sametu (1924)
Akciová společnost „Silvet“, Spojené továrny na výrobu hedvábného zboží a sametu / Vereinigte Fabriken zur Erzeugung von Seiden und Samtwaren AG (dříve S. Tugendhat & Mayer čp. 249, 251, bytové domy 261 a 262) se sídlem v Praze vlastnila závody v Praze, Dvorcích, M. Třebové, Šumperku, Bílovci a Slavonicích. Silvet byla dceřinou společností rakouské akciové společnosti „Awestem” a její zřízení povolilo Ministerstvo obchodu a financí na území Československa v roce 1921.
K zastupování akciové společnosti byli oprávněni dva zástupci nebo jeden zástupce s jedním prokuristou nebo prokuristé Franz Ertl a Albert Tugendhat společně nebo jeden z oprávněných prokuristů (Franz Ertl a Albert Tugendhat) s jedním dalším prokuristou. Zástupci SILVET AS: Richard Nechuta a Josef Reiterer, oba ve Vídni. Kolektivní prokuristé: Franz Ertl, Albert Tugendhat, Richard Weiß, Franz Reichert, Walter Reichert, Richard Curt Walzel, Heinrich Dinkelacker, Willy Nechuta, všichni ve Vídni.
Akciová společnost SILVET se zabývala: 1. výrobou a prodejem stužek, látek a tkanin všeho druhu, 2. výrobou všech k tomu potřebných tkalcovských stavů, pomocných strojů, nástrojů a náčiní, jakož i provozováním všech doplňujících živností sloužících k tomuto účelu, 3. obchodováním s vlastními produkty hedvábného a textilního průmyslu a produkty třetích stran, nákupem a prodejem všech příslušných surovin a polotovarů, 4. získáváním a využíváním všech patentů týkajících se těchto odvětví výroby, ochranných známek a práv, 5. získáváním, zakládáním a pronájmem podobných společností doma i v zahraničí, jakož i účastenstvím v podobných společnostech, ať už formou akcií, podílových listů, obchodních podílů či jakýmkoliv jiným způsobem.
Silvet. Dne 22. května konala se X. řádná valná hromada firmy „Silvet”, Spojené továrny na výrobu hedvábného zboží a sametu v Praze, která schválila prozatímní bilance za rok 1931 (ztráta 168.110 Kč ) a 1932 (ztráta 359.171 Kč). Opožděné předložení bilancí vysvětluje společnost zdlouhavým jednáním se svou mateřskou společností „Awestem”, která opět vyjednává již delší dobu s patronančními bankami o rekonstrukci obou společností koncernu. Teprve po skončení těchto jednání, jež právě dospívají k příznivé dohodě, bude možno společnosti sestaviti bilanci za běžný rok, v níž budou hodnoty investičních účtů přizpůsobeny dnešním výdělkovým možnostem.
Hospodářská politika 1933
Od konce roku 1935 nebyla továrna v provozu. V roce 1939 byl do podniku nakrátko dosazen Albert Blösel, který ale později ve městě vedl obchod s módním zbožím a továrna Silvet byla zavřena. Dne 24. března 1941 převzala objekty továrny vídeňská firma Pallas-Artis na výrobu (šití) oblečení a dámských oděvů se sídlem na Dorotheergasse 9 (v Brně sídlila firma Mode-Star-Pallas Artis-Wien společnost pro zhotovování oděvů, továrna na dámské pláště, kostýmy a šaty). Dne 26. května 1942 se konala v Praze v budově České eskomptní banky (Böhmische Escompte-Bank) valná hromada akciové společnosti Silvet, jejímž účelem byla likvidace společnosti (arizace).

### Anton Sprinzl
Firma Anton Sprinzl, usazená ve Slavonicích od roku 1864 (Franz Sprinzl, Strumpfwaarenerzeuger in Zlabings) a od roku 1906 pod vedením Antona Sprinzla (Anton Sprinzl, Wirkwaren-Erzeugung), se z první poválečné krize vzpamatovala. Mechanická pletárna bavlny a umělého hedvábí zaměstnávala v roce 1925 na 60 zaměstnanců. V úsporném režimu fungovala až do roku 1938. Dne 31. července 1941 provedl Amtsgericht ve Znojmě výmaz dosavadního majitele firmy Antona Sprinzla (* 1. leden 1877, Slavonice), novým majitelem se stal Ing. Karl Sprinzl, továrník ze Slavonic na Spitalgasse 54/55. Firma Anton Sprinzl, továrna na výrobu pleteného zboží, byla registrována ještě v roce 1944.

### Wilhelm Pabisch’s Nachfolger Josef Pabisch
Mechanická přádelna Wilhelm Pabisch, nástupce Josef Pabisch se během hospodářské krize nacházela v úsporném režimu. Dne 12. listopadu 1936 Josef Pabisch zemřel. Ve své závěti nechal věřitelům, které během insolvenčního řízení v roce 1912 odškodnil jen částečně, vyplatit zbývajících 70 procent dlužní částky. O zrušení firmy rozhodl Amtsgericht ve Znojmě dne 10. prosince 1941 a 17. března 1942 proběhl výmaz firmy z obchodního rejstříku.
V srpnu 1942 zřídila berlínská firma Siemens-Schuckertwerke AG svou pobočku ve Vídni na Engerthstraße čp. 150. V červnu 1944 začala s přemístěním částí výroby z Engerthstraße do severního Waldviertelu, který nebyl zasažen leteckou válkou. Zejména oblast poblíž jihomoravských hranic byla před spojeneckými bombardovacími nálety chráněna. Hlavní závod na svařované transformátory byl zřízen v opuštěné továrně na výrobu koberců a čalounických tkanin v Groß-Siegharts. Ve Slavonicích a Nové Bystřici byla plánována výroba kolektorů pro letadlové světelné generátory. Za pomoci vojenských transportů sem bylo přemístěno asi na 300 strojů, které ale nebyly hned uvedeny do provozu. Část se jich zdařilo rozběhnout za pomoci přeložených továrních dělníků. V červenci 1944 zaměstnávala slavonická textilka Pallas Artis 57 vězněných maďarských Židů, v srpnu 1944 se jejich počet snížil na 35, pravděpodobně 15 mladistvých a dospělých vězněných bylo 17. dubna 1945 odtransportováno do koncentračního tábora v Terezíně.

## Organizace textilního průmyslu po roce 1945
Objekty textilních továren: mechanická tkalcovna Josefa Pabische, pletárna Antona Sprinzla, továrna na oděvy Pallas-Artis byly po válce zajištěny národní správou. Dekrety o národní správě vydal ONV v Dačicích. Finanční vyúčtování podávali správci přímo do Prahy Ministerstvu zemědělství - Fondu národní obnovy.
Volně objekty pro přemístěni průmyslu na Dačicku. Národohospodářský a plánovací výbor v Jihlavě pracuje na přesném plánu k otázce přemístění průmyslu na Českomoravskou vysočinu. Jednotlivé okresy hlásí mu k tomu účelu volné objekty schopné pro umístění přesídlovaných podniků. Okresní plánovací komise v Dačicích dává k disposici k tomu účelu 5 volných objektů. Jsou to tovární objekty firem Pabiš, Majer a Bauer ve Slavonicích, velký tovární objekt fy Max Vohryzek v Dačicích a konečně vhodná budova bývalé mlékárny v Telči. Továrny ve Slavonicích a v Dačicích, z nichž byly stroje za okupace odcizeny, by přicházely v úvahu opět pro průmysl textilní, budova v Telči je nabízena pro výrobu ovocných šťáv a pro zpracování lesních plodin.
Jiskra, 21.4.1946
 Po Prostějovu - Slavonice městem oděvů...Tři největší tovární objekty a sice Pallas Artis, Siemens a Majer budou sloučeny a znárodněny. V továrnách, kde pracuje nyní na 100 lidí, může být zaměstnáno 1000 zaměstnanců. — Komise prohlédla si i nedalekou obec Maříž, kde hodlá zříditi stálou ozdravovnu pro všechny zaměstnance čsl. oděvního průmyslu.
Jiskra, 22.9.1946

### Pallas Artis - Oděvní podniky - Slavona
Továrna na oděvy Pallas Artis se nacházela nejprve pod národní správou. V roce 1946 byl podnik začleněn do Oděvních podniků (OP) v Prostějově a následně započala i výroba. V roce 1947 byl jejím ředitelem jmenován Alois Málek, v té době zaměstnávala kolem 200 dělníků. Další dvě podnikové provozovny byly zřízeny v Dačicích. Od ledna 1948 otevřely Oděvní podniky na Horním náměstí v čp. 83 (nyní čp. 515) vlastní prodejnu pánských a dámských oděvů, která byla během roku přesunuta do čp. 98. V srpnu 1949 bylo pro jihozápadní oblast Oděvních podniků vytvořeno Oblastní ředitelství, které sídlilo v hotelu Alfa. Do kanceláře nastoupila Marie Kolková, dosavadní tajemník Jan Hes přešel na místo strážmistra Lidových milicí a jeho post obsadil kancelářský zaměstnanec obce Josef Novotný.
Po reorganizaci podniku v roce 1949 obdržel textilní závod název národní podnik Slavona, výroba pánských a pracovních obleků. V roce 1953 bylo ředitelství podniku přemístěno do druhého patra MNV a ředitelem byl jmenován Josef Malčík. Do hotelu Alfa čp. 48 byl umístěn podnikový internát, v jehož přízemních klubovních místnostech zřídila místní organizace KSČ v roce 1954 volební agitační středisko. Ještě na podzim roku 1958 započaly Pozemní stavby Havlíčkův Brod naproti podniku Slavona se stavbou dvou podnikových bytovek s 6 byty. Během roku 1958 proběhla další reorganizace textilního průmyslu a Slavona byla začleněna do národního podniku Otavan Třeboň.

### Otavan, národní podnik
V roce 1948 byly do národního podniku Oděvní průmysl (zkratka OP) Prostějov začleňovány další znárodněné konfekční továrny v Čechách a na Moravě. V roce 1949 byl zřízen národní podnik Slavona, národní podnik Slavonice, výroba pánských a pracovních obleků. Po dalších delimitacích byl nakonec slavonický textilní závod v roce 1958 přiřazen k národnímu podniku Otavan Třeboň a podnikové ředitelství sídlilo nadále v Třeboni.
V roce 1958 otevřené Závodní učňovské středisko (ZUŠ) v bývalé pletárně Antona Sprinzla přijalo v prvním roce 46 učnic a v následujícím již 68. Úbytek zaměstnanců nastal v kancelářské sféře, jelikož s přeložením oblastního ředitelství závodu do Třeboně došlo ve Slavonicích ke zrušení 39 pracovních míst. V roce 1959 zaměstnával slavonický závod v 8 dílnách 550 osob (převážně žen), ve dvou dílnách v Dačicích (od r. 1957) 100 zaměstnanců. V témže roce vyvezl do SSSR 17 vagónů s 1000 bednami textilních výrobků. V červnu 1959 byla dokončena výstavba podnikových bytovek s 6 byty a opraveny podnikové domky naproti továrně na Znojemské ulici, dále dokončena rekonstrukce interiéru ZUŠ s internátem a jeho fasády. Vedle toho fungovala při závodě podniková škola práce pro zvyšování kvalifikace.

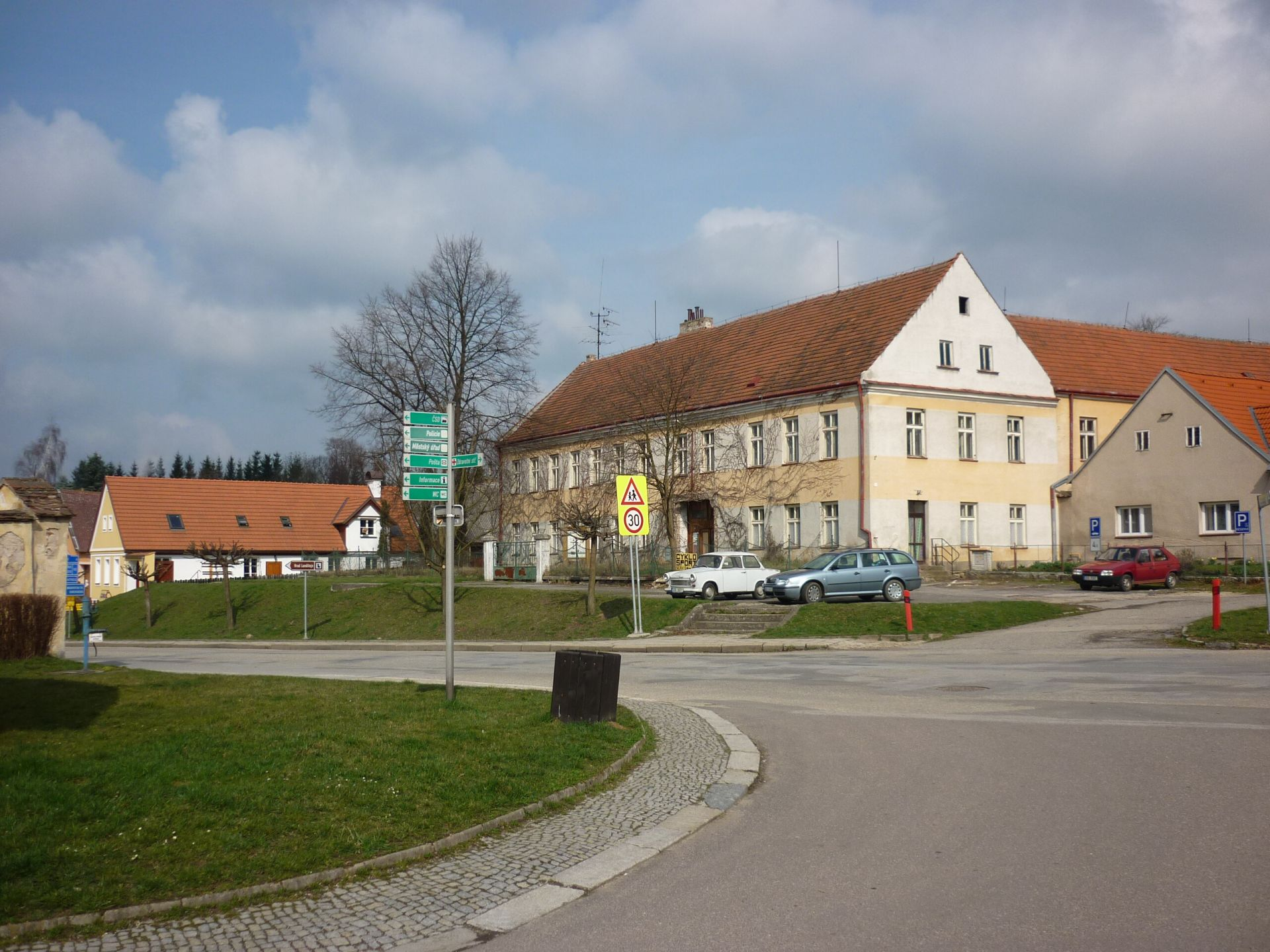
Bývalá mechanická pletárna Anton Sprinzl čp. 55

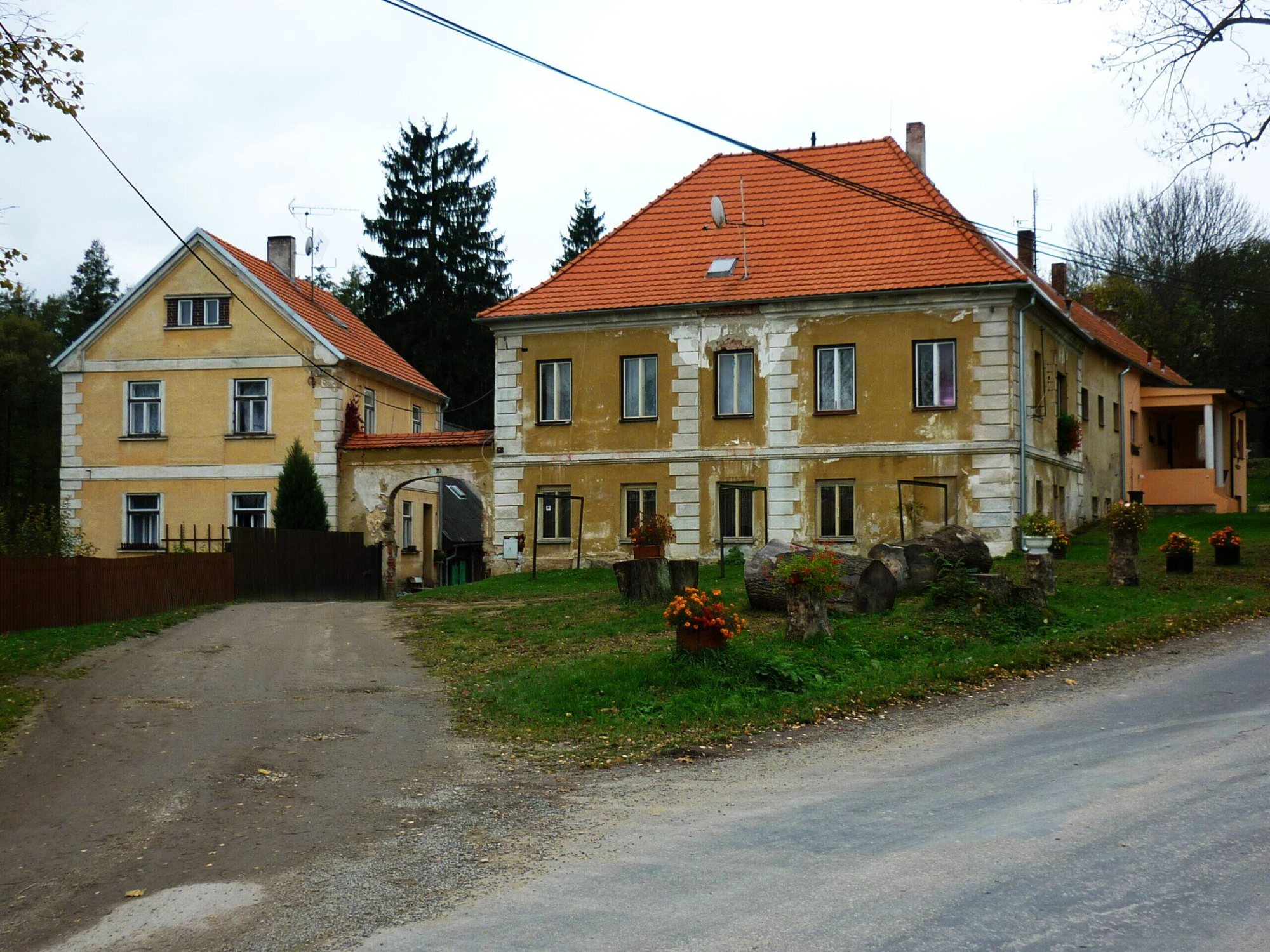
Bývalá mechanická tkalcovna Josef Pabisch čp. 21

V roce 1965 došlo k další reorganizaci textilního průmyslu, kdy byla zřízena oděvní Výrobně hospodářská jednotka (VHJ) OP Prostějov, přímo podřízená generálnímu ředitelství „Podniky oděvního průmyslu Prostějov”. Sloučením generálního ředitelství a OP Prostějov vznikl v roce 1983 oborový podnik OP Prostějov, podřízený Ministerstvu průmyslu ČSR. Výroba Otavanu byla po různých delimitacích nakonec soustředěna v Jihočeském a Jihomoravském kraji do 8 závodů se třemi provozovnami:
- závod 01 Třeboň s provozovnou České Velenice
- závod 02 Tábor
- závod 03 Soběslav
- závod 04 České Budějovice
- závod 05 Český Krumlov s provozovnou Kaplice
- závod 06 Nová Bystřice
- závod 07 Slavonice s provozovnou Dačice
- závod 08 Jemnice

Závod ve Slavonicích vyráběl nejprve pracovní oděvy a postupem doby byla výroba konfekce rozšiřována. V roce 1998 nesl název Otavan, národní podnik, výrobce sportovních a pracovních oděvů. Byl podřízen VHJ OP oborový podnik Prostějov a řízen podnikovým ředitelstvím (ředitel podniku, technicko-výrobní náměstek, obchodní náměstek, ekonomický náměstek, náměstek pro kádrovou a personální práci), kterému byly podřízeny jednotlivé závody. Na základě rozhodnutí vlády ČSSR byl v roce 1989 zřízen samostatný národní podnik Otavan Třeboň, který byl v rámci privatizace přeměněn na akciovou společnost. Otavan Třeboň a.s. sídlí ve Slavonicích na Znojemské ulici čp. 251.

### Anton Sprinzl, mechanická pletárna
Mechanická pletárna Antona Sprinzla (dvoupodlažní budova s uzavřeným vnitřním atriem) se nacházela po 2. světové válce jako německý konfiskát pod národní správou. Znárodněna byla na základě vyhlášky ministra průmyslu ze dne 27. června 1948 o znárodnění podniků podle zákona č. 114/1948 Sb., a začleněna pod národní podnik Pletařské závody Karla Havlíčka Borovského se sídlem v Jihlavě. Vedením závodu s 50 zaměstnanci byl pověřen dosavadní národní správce Josef Zloch. V létě roku 1952 byla do budovy umístěna vojenská posádka, která ji opustila v roce 1955. Jednalo se o 4. kulometnou rotu 1. pevnostního praporu Jemnice, 8. pevnostní brigády Rajhrad. Jednotka byla předurčena k obsazování SLO. Objekt byl následně předán do užívání Krajskému výkupnímu podniku, národní podnik Jihlava. Ten jej využíval pro uskladnění místních dodávek obilí.
V roce 1957 se měl objekt bývalé pletárny vrátit do držení národního podniku Slavona (od roku 1958 n. p. Otavan), který zde hodlal umístit vlastní provoz generálních úprav, sklad a modelárnu. V objektu se stále ještě nacházely tři bytové jednotky. Po začlenění závodu pod národní podnik Otavan v roce 1958, zde sídlila Závodní učňovská škola (později oděvní SOU) s teoretickou i praktickou výukou učňů, dále pak internát pro učně a zaměstnance podniku. V roce 1962 probíhaly stavební úpravy objektu.
V roce 1985 byla teoretická výuka přestěhována do budovy staré školy na náměstí. Objekt bývalé pletárny pak sloužil až do roku 1997 výhradně jako internát učňů a zaměstnanců podniku. V roce 1998 zde byla zřízena ubytovna Pekoro, s.r.o. (Slavonice, Jana Žižky 55), od roku 2007 přejmenovaná na Secesní dům Slavonice s.r.o. s novým sídlem Na potoku čp. 174. Budova bývalé mechanické pletárny o celkové ploše 4409 m² byla nabídnuta k prodeji za 17 000 000 Kč. V současnosti je majitelem objektu firma Institut Slavonice s.r.o., se sídlem ve Slavonicích na náměstí Míru 456. Jednatelem společnosti je John Lifton Zoline, společníkem americká firma Liftone Zoline International LLC a rakouský občan Alexander Stipsits. Prokuru obdržela Ing. Miluše Zdražilová z Jindřichova Hradce.

### Josef Pabisch, mechanická tkalcovna bavlněného a bílého zboží
Objekt mechanické tkalcovny Josefa Pabische nebyl před válkou připojen na městskou elektrifikaci a používal vlastní turbínu. Vzhledem k tomu zařadil MNV elektrifikaci „továrny Pabisch, národní podnik” společně s domky pod Strážným kopcem na počátku roku 1946 do svého ročního plánu. Současně rozhodl, že továrna Wilhelma Mayera bude přiřazena k Pabischově tkalcovně za účelem rozšíření tohoto provozu. V únoru 1948 schválil ZNV v Brně národní správě firmy Pabisch výpůjčku k nákupu surovin. V roce 1949 byl zřízen Komunální podnik města Slavonice, který od ONV v Dačicích obdržel dva objekty: tkalcovnu Josefa Pabische čp. 21 a továrnu Wilhelma Mayera čp. 252, dále pak od Fondu národní obnovy pro bytové středisko Komunálního podniku domy čp. 25 (Ferdinand Oulehla), 26 (Franz Plach), 27 (Josef Schmidt), 33 (Johann Keck), 46 (Josef Kosarek) a 113 (Franz Moos).
Dům předměstského typu je hodnotným architektonickým dokladem stavební činnosti konce 18. století v předměstské solitérní pozici sídla. Dochované klenební systémy, zčásti dochovaná dispozice, půdorysná skladba, hmotové uspořádání, průčelí, postavení v urbanistické struktuře předměstí. Nemovitost odpovídá pojetí kulturní památky podle § 2 a 42 zákona č. 20/1987 Sb. o státní památkové péči.

Od roku 1958 je celý areál mechanické tkalcovny památkově chráněn, přesto památkový ústav konstatoval již v roce 1963 degradaci rokokového průčelí (výměna oken a otlučení šambrán v přízemí). Výměna oken pokračovala i v pozdějších letech. V té době budovu využíval OÚNZ Jindřichův Hradec a podle evidenčního lístku z roku 1963 byl interiér nepřístupný. V blízkosti bývalé tkalcovny se nachází oplocená zahrada, v pravé části pořádá Svaz chovatelů zvířat v době konání Slavonického jarmarku výstavy drobného zvířectva. Právě v místě těchto oplocených zahrad se nacházel rybník, který zadržoval vodu pro chod mlýnice, přičemž mlýnské kolo stávalo po pravé straně mlýna. Jednopodlažní budova tkalcovny bývala umístěna v levé časti objektu (její postranní budovy byly strženy). V současné době se v objektu čp. 21 nalézají nájemné byty a je majetkem města Slavonice.

### Wilhelm Mayer, továrna na výrobu bavlny
Továrna Wilhema Mayera na ulici Jana Žižky čp. 252, která se též jako německý konfiskát nacházela pod národní správou, byla v roce 1946 sloučena do jednoho provozu společně s tkalcovnou Josefa Pabische. V červenci 1949 ONV v Dačicích objekty továrny přidělil Místnímu národnímu výboru (společně s továrnou Josefa Pabische čp. 21) pro zřízení komunálního podniku. V roce 1950 došlo ke změně a továrna se dostala do užívání JZD Slavonice, které v objektu zřídilo sklady krmiva, obilí a v zadním traktu kravín pro 35 dojnic. V roce 1962 se opět změnil účel užívání objektu, kdy proběhlo jeho začlenění do Okresního průmyslového kombinátu se sídlem v Dačicích. V důsledku dřívějšího využívání JZD musely provozní budovy nejprve podstoupit celkovou generální opravu, přičemž v první etapě byla opravena nejprve budova vlastní provozovny s dílnami. Kovopodnik prováděl opravy prádelenského zařízení, vyráběl svěráky a nůžky (v té době zaměstnával kolem 50 dělníků), později vyráběl a repasoval soustruhy, od roku 1972 se závod plně orientoval na výrobu a prodej sloupových a stolních vrtaček (typu: V 20 A, VS 20 A, VN 20 A, VS 32 A). Po likvidaci Průmyslového kombinátu státní podnik Dačice v roce 1996 proběhla privatizace PKD a nástupcem se stala akciová společnost Heltos se sídlem ve Slavonicích na ulici Jana Žižky čp. 252.